# Adrian Kenny
Adrian Kenny (* 1945 in Dublin) ist ein irischer Autor.

## Leben
Er wurde als Sohn eines Kaufmanns geboren, der aus dem westlichen Teil Irlands stammte. Nach dem Besuch des Gonzaga Colleges in Dublin studierte er Geschichte am University College Dublin und schloss das Studium mit dem Bachelor of Arts ab. Es schloss sich ein einjähriger Aufenthalt an der University of Tennessee in Knoxville (USA) an. Kenny war dann als Lehrer für Französisch und Englisch an einer protestantischen Schule in der Grafschaft Westmeath beschäftigt.
Eine Reise führte ihn in den Iran. Es folgten Tätigkeiten in Dublin in verschiedenen Berufen, so war er Herausgeber einer kleinen Zeitschrift und arbeitete als Rezensent und Journalist.
Kenny verfasste Romane und veröffentlichte Kurzgeschichten in irischen Zeitungen. Darüber hinaus verfasste er eine Studie zu Douglas Hyde.

## Werke
- The Feast of Michaelmas, 1979